# Lappula
Lappula is de botanische naam van een geslacht uit de ruwbladigenfamilie (Boraginaceae). De enige soort die van nature in België en Nederland voorkomt, is het stekelzaad (Lappula squarrosa).
De botanische naam Lappula is een verkleinwoord van Latijn lappa : klit, de vruchtjes klitten.
Het geslacht bevat circa zestig soorten, die voornamelijk in de droge en woestijnachtige gebieden voorkomen.
Enkele soorten zijn:
- Lappula anocarpa
- Lappula deflexa, komt voor in Zuid-Scandinavië en de Europese gebergten
- Lappula heteracantha, is gebruikt als volksmedicijn
- Lappula marginata
- Lappula myosotis, is gebruikt als volksmedicijn
- Lappula squarrosa oftewel stekelzaad

Een aantal soorten bevatten lappulanocarpinen, zoals onderzocht door Jin Yuan-Peng en Shi Yan-Ping